# Дерожинский, Валериан Филиппович
Валериан Филиппович Дерожинский (1826—1877) — генерал-майор, герой сражения на Шипке 1877 года.

## Биография
Валериан Дерожинский родился 15 июля 1826 года; происходил из дворян Воронежской губернии. Образование получил в Первом кадетском корпусе, по окончании которого 10 августа 1845 года был выпущен прапорщиком в 19-ю артиллерийскую бригаду.
В 1847 году он поступил в Императорскую военную академию, и в 1849 году, по окончании в ней курса, был прикомандирован к главной квартире действующей армии, расположенной тогда в Варшаве. Открывшаяся вскоре Венгерская кампания была для молодого Дерожинского хорошей школой, тем более, что он был назначен в отряд генерал-лейтенанта Гротенгельма, действовавший совершенно самостоятельно и отдельно от прочей армии. Положение его в качестве офицера Генерального штаба при этом отряде, находившемся в таких исключительных условиях, доставило ему хорошую практику, благодаря чему он вскоре выдвинулся, как один из лучших офицеров Генерального штаба; за отличие против венгров Дерожинский получил чин капитана.
С началом Восточной войны в 1854 году он был немедленно командирован в действующую армию и участвовал в осаде Силистрии. Когда осада с этой крепости была снята, Дерожинский был отправлен в Севастополь и здесь участвовал во многих вылазках гарнизона, принимал деятельное участие при заложении Селенгинского, Волынского и Камчатского редутов, а при отражении штурма французов был контужен в голову осколком бомбы. Хотя он в 1855 году и оправился от этой контузии и даже продолжал участвовать в кампании в качестве начальника штаба отряда, действовавшего близ Евпатории.
По окончании Крымской кампании Дерожинский продолжил службу по Генеральному штабу и в 1857 году был произведён в подполковники и назначен начальником штаба 4-й кавалерийской дивизии, в 1861 году произведён в полковники. Но последствия контузии в Севастополе не замедлили сказаться в 1862 году, когда он, вследствие расстроившегося здоровья, оставил строй и поступил в Николаевскую академию Генерального штаба штаб-офицером над обучающимися в ней молодыми офицерами.
За это время Валериан Филиппович Дерожинский был награждён орденами св. Станислава 2-й степени (в 1860 году), св. Анны 2-й степени с мечами (в 1863 году, за Крымскую войну; императорская корона к этому ордену пожалована в 1865 году), св. Владимира 4-й степени с бантом (в 1866 году, за беспорочную выслугу) и св. Владимира 3-й степени (в 1867 году).
До 1872 года, то есть в течение десяти лет, он исполнял эту должность, а затем, произведённый 1 января в генерал-майоры, он был сперва назначен помощником начальника 5-й пехотной дивизии, а в 1873 году получил в командование 2-ю бригаду 9-й пехотной дивизии и не покидал этой должности до самой смерти.
С началом разрыва с Турцией, его бригада вошла в ноябре месяце 1876 года в состав действующей армии. Вместе с нею он совершил геройскую переправу через Дунай у Зимницы, за что 4 августа получил орден св. Анны 1-й степени с мечами; вместе с нею же был двинут вглубь Болгарии, а затем к Балканам.
3 июля в Габрове собрался отряд из трёх батальонов, пяти сотен и десяти орудий (в том числе два конных, бывших там уже раньше), под общим начальством генерал-майора Дерожинского; этому отряду было предписано начать фронтальную атаку перевала Шипка 5 июля. Затем В. Ф. Дерожинский со своей бригадой был двинут в глубь Болгарии и потом на Балканы, где атаковал с севера Шипкинский проход. По овладении Шипкинским проходом, Дерожинский был оставлен на перевале, защита которого была поручена войскам его бригады.
Турки начали атаку русских позиций на Шипке 9 августа, в то время, когда сам Шипкинский отряд состоял лишь из одного Брянского полка и Болгарского легиона, числом до 3000 человек; орудий было 40. Русские располагались в окопах, впереди которых положены были фугасы. Хотя туркам каждый шаг давался очень дорого, тем не менее силы турок сплошной массой неудержимо продвигались вперед. Они готовы были уже ворваться в русские укрепления, но в этот момент были взорваны мины, через которые проходили турки, причём погибло турок от 5 до 8 тысяч человек. Русские и болгары в этот день потеряли до 200 человек.
10 августа бой был гораздо слабее, так как турки делали фланговый обход русских позиций. В это время подошёл генерал Столетов с небольшим подкреплением.
11 августа турки снова атаковали с фронта и флангов. Русские солдаты были измучены зноем и усталостью, горячей пищи не было три дня, воды не хватало. Между тем турки продвигались вперёд. Было 6 часов вечера; Дерожинский и Столетов глаз не спускали с долины Янтры, по которой должна была прийти помощь. Генерал Столетов первый заметил вдали всадников. Это был батальон стрелковой бригады, под командой генерала Радецкого. Стрелки с ходу бросились на турок и прогнали их; Радедкий последовал за ними и прорвался со всем штабом к защитникам Шипки. Вскоре за батальоном стрелков подошла целая дивизия.
Русские вздохнули свободнее; так как тогда можно было серьёзно надеяться удержать шипкипский перевал за собой. Надежды эти оправдались тем, что в последующие дни турки были выбиты из местностей ближайших к русским позициям и на позициях возведены новые укрепления.
Однако 13 августа турки вновь массированно атаковали перевал. При отражении одной из атак генерал-майор Валериан Филиппович Дерожинский был смертельно поражён пулей в полость сердца, а осколком гранаты его сильно ранило в голову. Он мгновенно потерял сознание, но продолжал жить ещё некоторое время. В бессознательном состоянии его отправили в Габрово, где он тот же день и скончался.
6 сентября тело покойного генерала Дерожинского было доставлено в Санкт-Петербург. Гроб, покрытый парчой, находился в товарном вагоне, привлекая массу публики, которая, крестясь со слезами на глазах, заглядывала туда. Здесь же находились родственники убитого. Тело покойного 7 сентября из Николаевского вокзала был препровождено в Воскресенский Новодевичий монастырь, где и было захоронено в тот же день. Из списков Дерожинский был исключён Высочайшим приказом от 10 сентября.
Дерожинский оставил после себя жену и четырёх детей без средств к существованию. По случаю наводнения, бывшего в Кременчуге в начале 1877 года, они потеряли всё своё движимое имущество и собственный небольшой дом. По смерти мужа госпоже Дерожинской была назначена приличная по заслугам пенсия, а дочери приняты в один из Петербургских институтов на казённое содержание.
В 2018 году в Московском районе Санкт-Петербурга найдено место захоронения Валериана Дерожинского. Его могила была признана воинским захоронением и закреплена за одной из воинских частей Западного военного округа, военнослужащие которой обеспечивают её сохранность и благоустроенность.
В городе Габрово именем Валериана Филипповича названа улица "Генерал Дерожинский".